# Liste des navires actuels de la Royal Australian Navy
Cet article contient une liste des navires de la Royal Australian Navy.

## Porte-aéronef
- Classe Canberra (Landing Helicopter Dock, soit un porte-hélicoptères, porte-avions et embarcation de débarquement): Base navale de Kuttabul (Fleet Base East) :

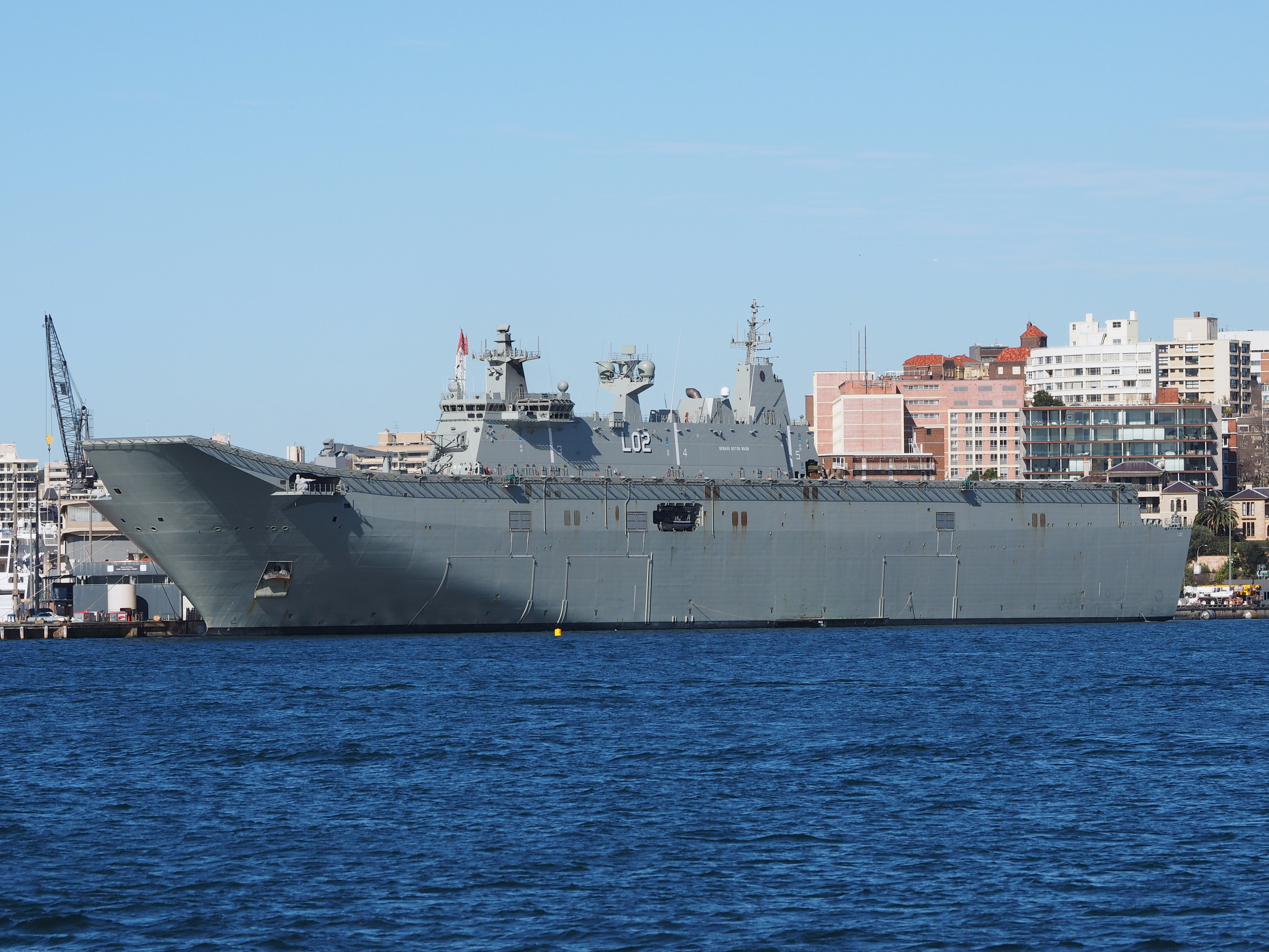
de la Classe Juan Carlos I

- - HMAS Canberra (L02), mis en service en novembre 2014.
  - HMAS Adelaide (L01), mis en service en décembre 2015.

## Sous-marins
- Classe Collins : Base navale de Stirling (Fleet Base West) :
  - HMAS Collins (SSG 73), 1996-
  - HMAS Farncomb (SSG 74), 1998-
  - HMAS Waller (SSG 75), 1999-
  - HMAS Dechaineux (SSG 76), 2001-
  - HMAS Sheean (SSG 77), 2001-
  - HMAS Rankin (SSG 78), 2003-

## Destroyers
- Classe Hobart :
  - HMAS Hobart (DDG 39), 2017-
  - HMAS Brisbane (DDG 41), 2018-
  - HMAS Sydney (DDG 42), 2020-

## Frégates
- Classe Anzac (Frégates de type  MEKO 200 ANZ) :

- - Base navale de Stirling :
    - HMAS Arunta (FFH 151), 1998-
    - HMAS Warramunga (FFH 152), 2001-
    - HMAS Stuart (FFH 153), 2002-
    - HMAS Toowoomba (FFH 156), 2005-
    - HMAS Perth (FFH 157), 2006-

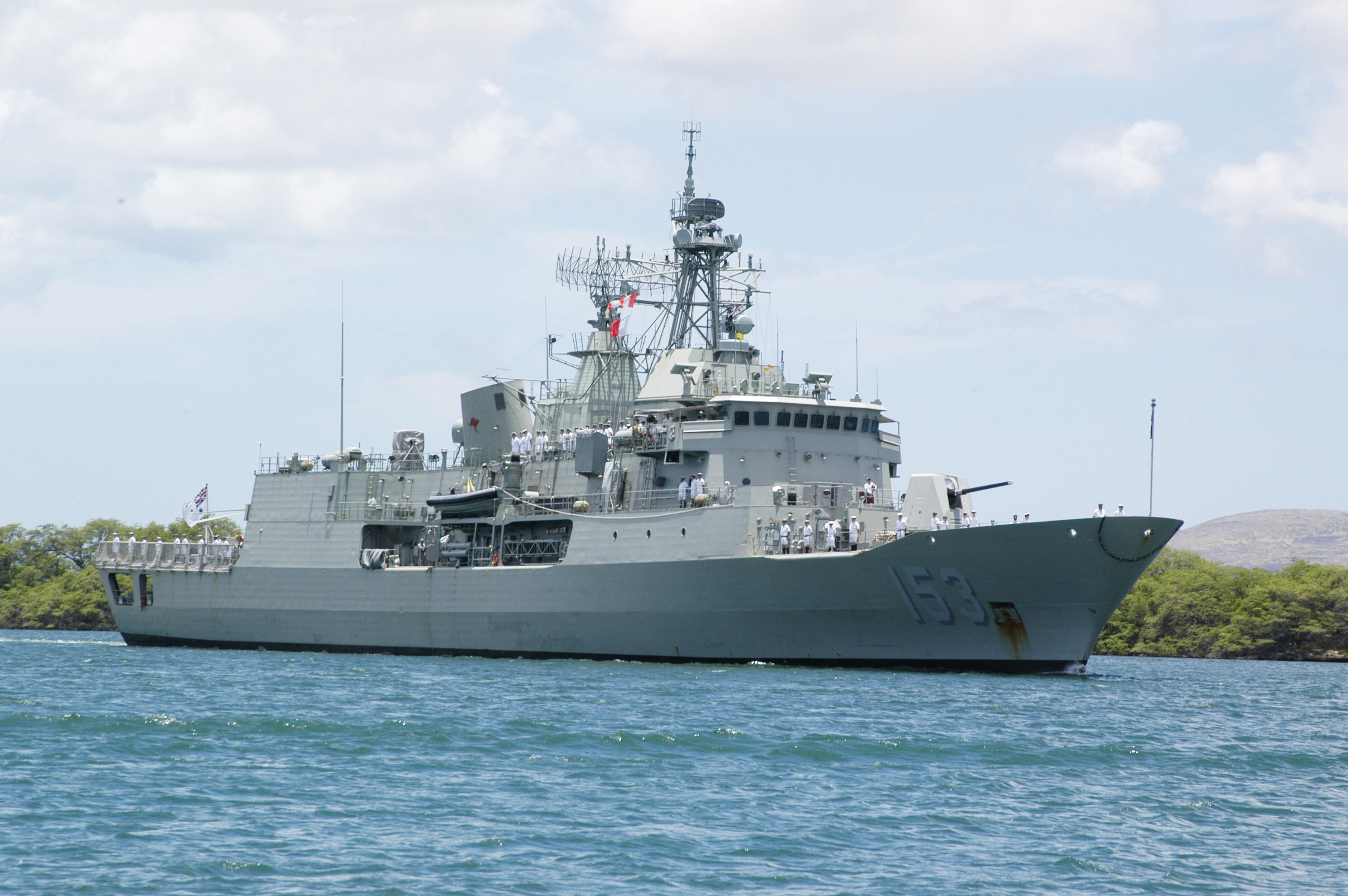
HMAS Stuart (FFH 153).

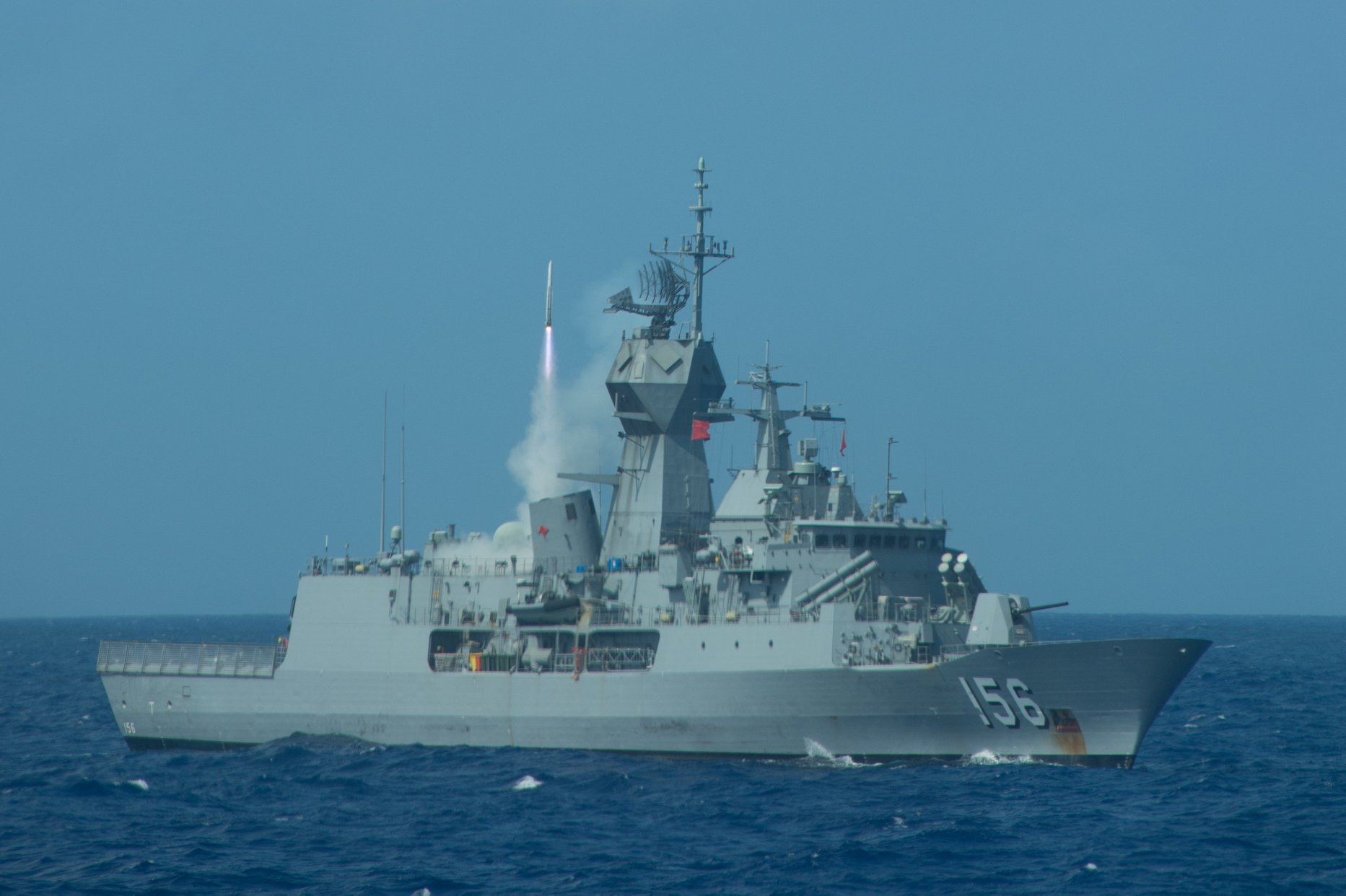
En 2018 le HMAS Toowomba lors de RIMPAC lançant un Sparow.

  - Base navale de Kuttabul (Fleet Base East) :
    - HMAS Anzac (FFH 150), 1996-mai 2024, retirée du service
    - HMAS Parramatta (FFH 154), 2003-
    - HMAS Ballarat (FFH 155), 2004-
- Classe Adelaide : Base navale de Kuttabul (Fleet Base East) :

- - HMAS Darwin (FFG 04), 1984-2017

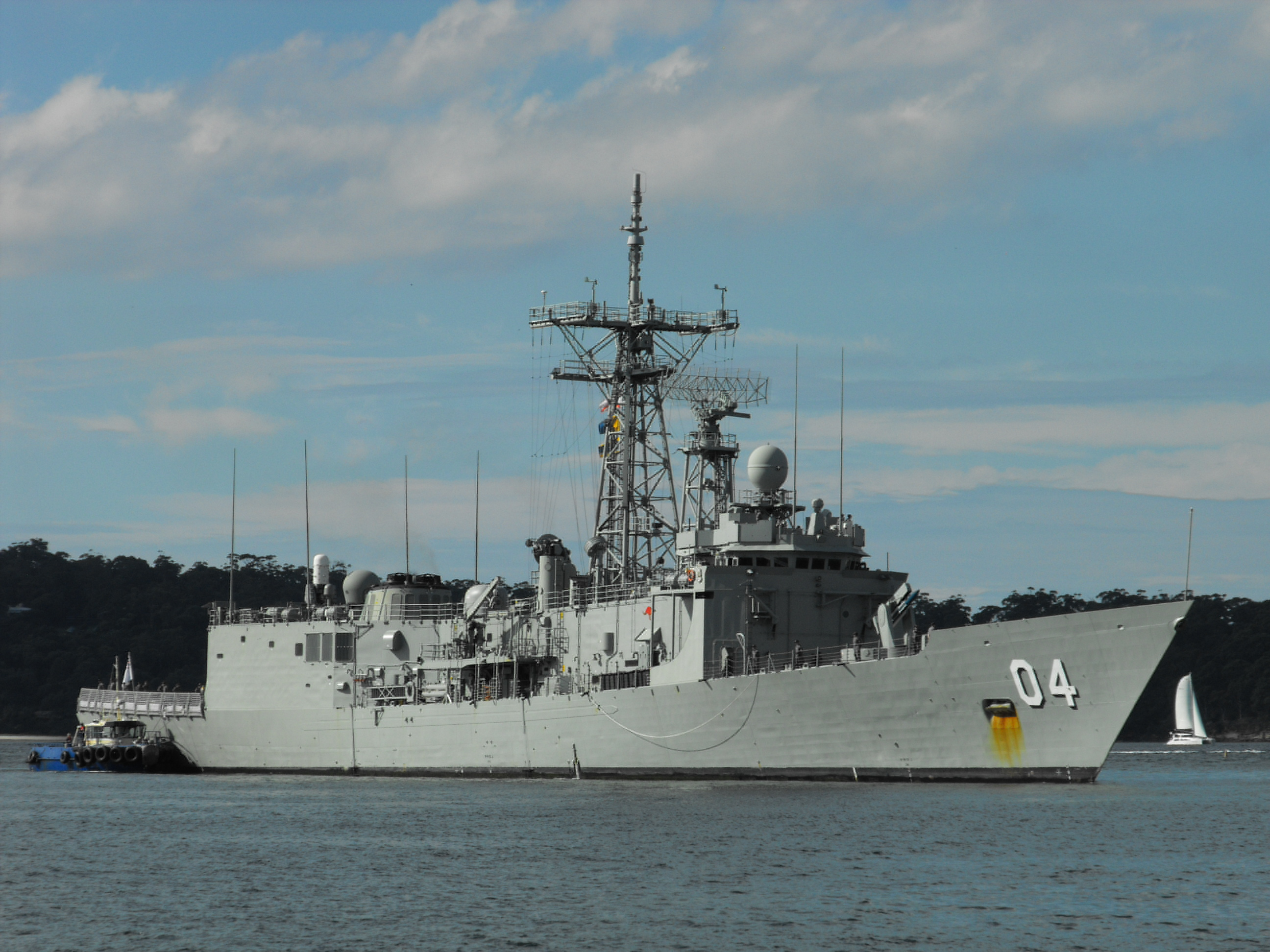
HMAS Darwin (FFG 04)

  - HMAS Melbourne (FFG 05), 1992-2019, vendue au Chili
  - HMAS Newcastle (FFG 06), 1993-2019, vendue au Chili

- Classe Hunter (9 exemplaires, réduit à 6 en février 2024) :
  - HMAS Hunter (FFG) (en), mise sur cale 2020 (retardée)
  - HMAS Flinders (FFG)
  - HMAS Tasman (FFG)

## Patrouilleursocéaniques
Classe Armidale :
- Base navale de Coonawarra :
  - HMAS Armidale (ACPB 83), 2005-
  - HMAS Larrakia (ACPB 84), 2006-
  - HMAS Bathurst (ACPB 85), 206-
  - HMAS Albany, 2006-
  - HMAS Pirie (ACPB 87), 2006-
  - HMAS Maitland (ACPB 88), 2006-
  - HMAS Ararat (ACPB 89), 2006-
  - HMAS Broome (ACPB 90), 2007-

- Base navale de Cairns :
  - HMAS Bundaberg (ACPB 91), 2007-
  - HMAS Wollongong (ACPB 92), 2007-
  - HMAS Childers (ACPB 93), 2007-
  - HMAS Launceston (ACPB 94), 2007-

- Base navale de Coonawarra :
  - HMAS Maryborough (ACPB 95), 2007-
  - HMAS Glenelg (ACPB 96), 2008-

Base navale de Waterhen :
- Classe Huon (Chasseur de mines) :
  - HMAS Huon (M 82), 1999-
  - HMAS Hawkesbury (M 83), 2000-2016 (en réserve)
  - HMAS Norman (M 84), 2000-2016 (en réserve)
  - HMAS Gascoyne (M 85), 2001-
  - HMAS Diamantina (M 86), 2002-
  - HMAS Yarra (M 87), 2003-

## Navires auxiliaires

### Base navale de Stirling
- Tanker :
  - HMAS Sirius (O 266), 2006-
  - Classe Supply
    - HMAS Supply (A195), 2021-
    - HMAS Stalwart (A304), 2021-

### Base navale de Kuttabul
- Pétrolier ravitailleur : HMAS Success (OR 304), 1986-

### Base navale de Cairns
- Classe Leeuwin (navire hydrographique) :
  - HMAS Leeuwin (A 245) (en), 2000-
  - HMAS Melville (A 246) (en), 2000-
- Classe Paluma (catamaran hydrographique) :
  - HMAS Paluma (A 01), 1989-
  - HMAS Mermaid (A 02), 1989-
  - HMAS Shepparton (A 03), 1990-
  - HMAS Benalla (A 04), 2001-

## Navire-école
- STS Young Endeavour, 1987-

## Australian Border Force
- Classe Cape :
  - ADV Cape Byron
  - ADV Cape Nelson